# Wambrechies
Wambrechies es una población y comuna francesa, en la región de Norte-Paso de Calais, departamento de Norte, en el distrito de Lille y cantón de Lille-Ouest.

## Demografía
| 3 066 | 3 224 | 3 481 | 3 066 | 3 571 | 3 403 | 3 542 | 3 571 | 3 822 | 3 849 | 3 817 | 3 714 | 3 833 | 4 239 | 4 012 | 4 335 | 4 599 | 4 914 | 4 634 | 4 602 | 4 057 | 4 423 | 4 693 | 4 894 | 4 984 | 5 281 | 6 031 | 5 845 | 7 894 | 8 152 | 8 250 | 8 552 | 9 414 | 9 875 |
| Para los censos de 1962 a 1999 la población legal corresponde a la población sin duplicidades (Fuente: INSEE [Consultar]) |       |       |       |       |       |       |       |       |       |       |       |       |       |       |       |       |       |       |       |       |       |       |       |       |       |       |       |       |       |       |       |       |       |